# سورنویه (استان آمور)
سورنویه (به لاتین: Severnoye) یک منطقهٔ مسکونی در روسیه است که در استان آمور واقع شده‌است.